# Scolopendra koreana
Skolopendra oścista - gatunek niewielkiego wija z rodziny skolopendrowatych, pochodzącego z  Półwyspu Koreańskiego. Jest koloru żółtawego. Gatunek bardzo rzadki, chroniony.